# Sewell Whitney
Sewell J. Whitney (* 1. Januar 1959 in Rio de Janeiro, Brasilien) ist ein US-amerikanischer Schauspieler.

## Leben
Whitney wurde am 1. Januar 1959 in Rio de Janeiro geboren. Sein Filmdebüt gab er 1991 in der Rolle des Carl Harding im Film Das Pentagramm des Todes. Es folgten in den nächsten Jahren Episodenrollen in verschiedenen Fernsehserien und Nebenrollen in Spielfilmen. 2007 übernahm er die Rolle des Derrick Miles im Spielfilm Amok – He Was a Quiet Man. 2012 verkörperte er im Tierhorrorfernsehfilm Lake Placid 4 die Rolle des Coach Macklin. 2014 stellte er in zwei Episoden des Fernseh-Doku-Dramas The World Wars die historische Rolle des George C. Marshall dar. 

## Filmografie (Auswahl)
- 1991: Das Pentagramm des Todes (Maxim Xul)
- 1995: Run for Cover
- 1995: Addicted to Murder
- 1999: Mud Season
- 2000: Chasing Indigo
- 2000: CSI: Vegas (CSI: Crime Scene Investigation, Fernsehserie, Episode 1x08)
- 2000: Self Storage (Kurzfilm)
- 2000: Burning Heart
- 2002: Hometown Legend
- 2002: The Calling
- 2002: Warrior Angels
- 2002: Honeyrun
- 2003: Deadly Stingers
- 2003: Green Card Fever
- 2003: Hunter: Back in Force (Fernsehfilm)
- 2003: If
- 2003: Cut (Kurzfilm)
- 2004: The Hollow (Fernsehfilm)
- 2004: True Love
- 2004: El padrino
- 2004: Law & Order: Special Victims Unit (Fernsehserie, Episode 6x05)
- 2004: The Madam’s Family: The Truth About the Canal Street Brothel (Fernsehfilm)
- 2004: I Love You Came Too Late
- 2005: Emergency Room – Die Notaufnahme (Er, Fernsehserie, Episode 11x15)
- 2005: Erosion
- 2005: The Collapsing Wall
- 2005–2006: Untold Stories of the ER (Fernsehdokumentation, 2 Episoden)
- 2006: Unidentified
- 2006: Dexter (Fernsehserie, Episode 1x07)
- 2006: Prometheus and the Butcher (Kurzfilm)
- 2006: Freaky Faron
- 2007: Wildfire (Fernsehserie, Episode 3x09)
- 2007: Amok – He Was a Quiet Man (He Was a Quiet Man)
- 2007: All About Us
- 2007: Tell Me You Love Me (Fernsehserie, Episode 1x08)
- 2007: Penny Dreadful (Kurzfilm)
- 2007: Mystery ER (Fernsehserie, Episode 1x01)
- 2008: Damage Done
- 2008: Blind Ambition
- 2008: Just Add Water
- 2008: Death's Door
- 2008: For Heaven's Sake
- 2009: Gegen jeden Zweifel (Beyond a Reasonable Doubt)
- 2009: Mad Men (Fernsehserie, Episode 3x12)
- 2009: The Forgotten – Die Wahrheit stirbt nie (The Forgotten, Fernsehserie, Episode 1x07)
- 2010: Der Pfarrer, meine Tochter und ich (Pastor Shepherd)
- 2010: All My Children (Fernsehserie, 2 Episoden)
- 2010: Norman
- 2010: After the Fall (TV Movie)
- 2011: In Plain Sight – In der Schusslinie (In Plain Sight, Fernsehserie, Episode 4x02)
- 2011: The Crying Dead
- 2011: I Am Singh
- 2011: Travel Well, Kamikaze
- 2012: Monster Mountain
- 2012: Lil Tokyo Reporter (Kurzfilm)
- 2012: Lake Placid 4 (Lake Placid: The Final Chapter, Fernsehfilm)
- 2012: Against the Grain
- 2012: Absolution the Series (Fernsehserie, 3 Episoden)
- 2013: Calling Lights (Kurzfilm)
- 2013: Overcooked (Kurzfilm)
- 2013: Dark Power
- 2013–2014: Nashville (Fernsehserie, 2 Episoden)
- 2014: Falcon Song
- 2014: Blood Lines
- 2014: Captain Bill's Fun, Fun, Funship of Madness, Mayhem, and Music (Fernsehfilm)
- 2014: Tesla Effect (Videospiel)
- 2014: The World Wars – Wie zwei Kriege die Welt veränderten (The World Wars, Fernsehdokumentation, 2 Episoden)
- 2014: Inner Demons
- 2014: Am Rande des Hurrikans (Stranded in Paradise, Fernsehfilm)
- 2014: The Black Rider: Revelation Road
- 2014: Mercy – Der Teufel kennt keine Gnade (Mercy)
- 2014: Mahjong and the West
- 2014: Tom Sawyer & Huckleberry Finn
- 2014: Stranded
- 2014: Equally Uneven (Kurzfilm)
- 2014: Moon and Sun
- 2015: The Stalking Dead – Mein kopfloser Ex (Clinger)
- 2015: Criminal Minds (Fernsehserie, Episode 10x12)
- 2015: Sky Harbor
- 2015: Going Bongo
- 2015: Couch Survivor
- 2015: Before the Border
- 2015: Just Let Go
- 2015: Sick People
- 2015: Secrets of a Psychopath
- 2015: Hawaii Five-0 (Fernsehserie, Episode 6x07)
- 2015: Navy CIS (NCIS, Fernsehserie, Episode 13x14)
- 2015: Sycamore
- 2015: Window of Opportunity
- 2016: Clandestine Dynasty (Kurzfilm)
- 2016: Timber – Ein echter Schatz (Timber the Treasure Dog)
- 2016: Underground (Fernsehserie, Episode 1x03)
- 2016: Showing Roots
- 2016: Tie the Knot
- 2016: Chronic Misadventures of Slackers in Space (Fernsehserie, 2 Episoden)
- 2016: Leaves of the Tree
- 2016: LAPD African Cops
- 2017: Escape Artist
- 2017: Empire of the Heart
- 2017: Freedom Town (Fernsehserie, 2 Episoden)
- 2017: Doubt (Fernsehserie, 5 Episoden)
- 2017: Preacher (Fernsehserie, Episode 2x06)
- 2017: What Happened to Monday?
- 2017: Diane
- 2018: This Is Us – Das ist Leben (This Is Us, Fernsehserie, Episode 2x18)
- 2018: West of Hell
- 2018: Saving My Baby
- 2018: Bad Company
- 2018: The Amaranth
- 2019: Devil's Revenge
- 2019: Primal
- 2019: The Madness Within
- 2019: Out of the Wild
- 2020: Das Letzte, was er wollte (The Last Thing He Wanted)
- 2020: Interrogation (Fernsehserie, Episode 1x01)
- 2020: Better Call Saul (Fernsehserie, Episode 5x04)
- 2020: Algorithm: Bliss
- 2020: Oh Boy!
- 2021: American Traitor: The Trial of Axis Sally
- 2021: A Dangerous Defense (Fernsehfilm)
- 2021: Fantasy Island (Fernsehserie, 2 Episoden)